# Río Murchison (Tasmania)
 El río Murchison, que forma parte de la cuenca del río Pieman, en la región de la Costa Occidental de Tasmania, (Australia). 

## Curso y características
El río Murchison nace debajo de la Montaña de la Pirámide, parte de la sección nororiental de la cadena de la costa Oeste dentro del parque nacional Cradle Mountain-Lake St Clair. El río fluye generalmente hacia el noroeste, unido por seis afluentes, entre ellos los ríos Wallace, Aquiles, Bluff y Anthony, y fluye a través del embalse, el lago Murchison. El río llega a su confluencia con el río Mackintosh para formar el río Pieman cerca de Tullah en lo que hoy es el lago Rosebery, formado por el embalse de Pieman por la presa de Bastyan. 
El punto más oriental de la cuenca fluvial puede estar situado en el Monte Pelión Oeste, mientras que el punto de unión de las cuencas fluviales del río Mackintosh y el Murchison puede estar situado en Barn Bluff. La cuenca colectora limita al sur con la cordillera de Eldon, y su zona sudoeste está en la cordillera de la costa occidental, con la cordillera de Tyndall y el lago Rolleston en su frontera sudoeste. 
El río Murchison forma parte del plan de desarrollo de energía del río Pieman. La presa de Murchison, que cruza el río Murchison, fue construida en la década de 1980 por Hydro Tasmania. La presa forma el estrecho lago Murchison que se encuentra al este del monte Murchison. El agua de la presa se alimenta a través del túnel de Sophia en el lago Mackintosh para la generación de energía hidroeléctrica.